# 利伯蒂鎮區 (密蘇里州梅肯縣)
利伯蒂鎮區（英語：Liberty Township）是位於美國密蘇里州梅肯縣的一個行政鎮區。

## 地方資料
利伯蒂鎮區的面積為93.10平方千米，當中陸地面積為89.00平方千米，而水域面積為4.09平方千米。根據2020年美國人口普查的數據，當地共有人口173人，而人口密度為每平方千米1.86人。